# 張闓 (東漢)
張闓（？—？），（闓，音「凱」）東漢末期冀州平原人，陶謙部將，都尉。在护送曹操的父亲曹嵩的途中，谋财害命，杀了曹嵩，夺取财物后逃奔淮南。曹操将此归咎于陶謙，起兵攻打陶謙。
另外，據《後漢書》引謝承記載：「袁術使部曲將張闓，陽私行到陳，之（駱）俊所，俊往從飲酒，因詐殺俊，一郡吏人哀號如喪父母。」說明張闓可能投奔於袁術麾下，並擔任暗殺陳國相駱俊、陈王刘宠的工作。
在罗贯中历史小说《三国演义》中，张闿自称为黄巾军余党。